# Back to Back (album)
Pour les articles homonymes, voir Back to Back.
 (avril 2017).
Si vous disposez d'ouvrages ou d'articles de référence ou si vous connaissez des sites web de qualité traitant du thème abordé ici, merci de compléter l'article en donnant les références utiles à sa vérifiabilité et en les liant à la section « Notes et références ».
Albums de Status Quo
1+9+8+2
(1982) In the Army Now
(1986)
Singles
1. Ol' Rag Blues
Sortie : 2 septembre 1983
2. A Mess of Blues
Sortie : 28 novembre 1983
3. Marguerita Time
Sortie : 2 décembre 1983
4. Going Down Town Tonight
Sortie : 11 mai 1984

Back to Back est le seizième album studio du groupe de hard rock britannique Status Quo. Il est sorti le 12 novembre 1983 sur le label Vertigo Records et a été produit par le groupe.

## Historique
Cet album fut enregistré dans les studios AIR de Monserrat dans les Caraïbes. Quatre singles seront tirés de l'album.
Il est le dernier album avec le bassiste Alan Lancaster, membre du groupe depuis le premier album et également le dernier avec Pete Kircher à la batterie. Le groupe se sépara après la fin de la tournée de promotion de l'album, appelé "the End of the Road Tour", et pendant lequel le groupe ne joue aucun morceaux de Back to Back. Alan Lancaster joue la denière fois  avec le groupe (3 chansons) le 13 juillet 1985 pendant le concert de charité du Live Aid à Londres. Status Quo se reformera ensuite, mais sans Lancaster. 
Cet album se classa à la 9e place des charts britanniques et sera certifié disque d'or au Royaume-Uni.

## Liste des titres
Face 1
| No | Titre                   | Auteur                      | Durée |
| -- | ----------------------- | --------------------------- | ----- |
| 1. | A Mess of Blues         | Doc Pomus, Mort Shuman      | 3:24  |
| 2. | Ol' Rag Blues           | Alan Lancaster, Keith Lamb  | 2:51  |
| 3. | Can't Be Done           | Francis Rossi, Bernie Frost | 3:12  |
| 4. | Too Close to the Ground | Rick Parfitt, Andrew Bown   | 3:44  |
| 5. | No Contract             | Parfitt, Bown               | 3:59  |

Face 2
| No  | Titre                   | Auteur                      | Durée |
| --- | ----------------------- | --------------------------- | ----- |
| 6.  | Win or Lose             | Rossi, Frost                | 2:35  |
| 7.  | Marguerita Time         | Rossi, Frost                | 3:30  |
| 8.  | Your Kind of Love       | Lancaster                   | 3:29  |
| 9.  | Stay the Night          | Rossi, Frost, Andrew Miller | 3:02  |
| 10. | Going Down Town Tonight | Guy Johnson                 | 3:39  |

| Titres bonus - Réédition remasterisée (Mercury Records, 30 janvier 2006) | Titres bonus - Réédition remasterisée (Mercury Records, 30 janvier 2006) | Titres bonus - Réédition remasterisée (Mercury Records, 30 janvier 2006) | Titres bonus - Réédition remasterisée (Mercury Records, 30 janvier 2006) | Titres bonus - Réédition remasterisée (Mercury Records, 30 janvier 2006) | Titres bonus - Réédition remasterisée (Mercury Records, 30 janvier 2006) | Titres bonus - Réédition remasterisée (Mercury Records, 30 janvier 2006) | Titres bonus - Réédition remasterisée (Mercury Records, 30 janvier 2006) | Titres bonus - Réédition remasterisée (Mercury Records, 30 janvier 2006) | Titres bonus - Réédition remasterisée (Mercury Records, 30 janvier 2006) |
| No                                                                       | Titre                                                                    | Auteur                                                                   | Durée                                                                    |                                                                          |                                                                          |                                                                          |                                                                          |                                                                          |                                                                          |
| ------------------------------------------------------------------------ | ------------------------------------------------------------------------ | ------------------------------------------------------------------------ | ------------------------------------------------------------------------ | ------------------------------------------------------------------------ | ------------------------------------------------------------------------ | ------------------------------------------------------------------------ | ------------------------------------------------------------------------ | ------------------------------------------------------------------------ | ------------------------------------------------------------------------ |
| 11.                                                                      | The Wanderer                                                             | Ernie Maresca                                                            | 3:28                                                                     |                                                                          |                                                                          |                                                                          |                                                                          |                                                                          |                                                                          |
| 12.                                                                      | Going Down Town Tonight (Single version)                                 | Guy Johnson                                                              | 3:38                                                                     |                                                                          |                                                                          |                                                                          |                                                                          |                                                                          |                                                                          |
| 13.                                                                      | I Wonder Why                                                             | Rossi, Frost                                                             | 3:59                                                                     |                                                                          |                                                                          |                                                                          |                                                                          |                                                                          |                                                                          |
| 14.                                                                      | Ol' Rag Blues (Extended version)                                         | Lancaster, Lamb                                                          | 4:54                                                                     |                                                                          |                                                                          |                                                                          |                                                                          |                                                                          |                                                                          |
| 15.                                                                      | A Mess of Blues (Extended version)                                       | Pomus, Shuman                                                            | 4:48                                                                     |                                                                          |                                                                          |                                                                          |                                                                          |                                                                          |                                                                          |
| 16.                                                                      | Cadillac Ranch (LP out-take)                                             | Bruce Springsteen                                                        | 4:15                                                                     |                                                                          |                                                                          |                                                                          |                                                                          |                                                                          |                                                                          |
| 17.                                                                      | Ol' Rag Blues (Alan Lancaster version / Alternate vocal version)         | Lancaster, Lamb                                                          | 2:49                                                                     |                                                                          |                                                                          |                                                                          |                                                                          |                                                                          |                                                                          |
| 18.                                                                      | The Wanderer (Sharon the Nag mix)                                        | Ernie Maresca                                                            | 3:33                                                                     |                                                                          |                                                                          |                                                                          |                                                                          |                                                                          |                                                                          |
| 64:49                                                                    |                                                                          |                                                                          |                                                                          |                                                                          |                                                                          |                                                                          |                                                                          |                                                                          |                                                                          |

## Crédits

### Membres du groupe
- Francis Rossi : chant, guitare solo
- Rick Parfitt : chant, guitare rythmique
- Alan Lancaster : basse, chant
- Andy Bown : chant, claviers, chœurs
- Pete Kircher : batterie, chœurs
- Bernie Frost : chœurs

### Équipes technique et production
- Production : Status Quo
- ingénierie : Steve Churchyard, Tim Summerhayes
- Mastering : Arun
- Management : Quarry Management
- Design : Andrew Prewett, da Gama
- Photographie : Colin Johnson, Bob Elsdale

## Charts et certifications

### Album
Charts
| Pays                          | Durée du classement | Meilleur classement | Date             |
| ----------------------------- | ------------------- | ------------------- | ---------------- |
| Allemagne (GfK Entertainment) | 1 semaines          | 60e                 | 9 janvier 1984   |
| Pays-Bas (MegaCharts)         | 1 semaine           | 26e                 | 10 décembre 1983 |
| Royaume-Uni (UK Albums Chart) | 22 semaines         | 9e                  | 3 décembre 1983  |
| Suède (Sverigetopplistan)     | 2 semaines          | 38e                 | 13 décembre 1983 |
| Suisse (Schweizer Hitparade)  | 2 semaines          | 20e                 | 18 décembre 1983 |

Certification
| Pays        | Certification | Ventes    | Date            |
| ----------- | ------------- | --------- | --------------- |
| Royaume-Uni | Or            | 100 000 + | 6 décembre 1983 |

### Singles
| Single                | Chart                 | Durée du classement | Position | Date              |
| --------------------- | --------------------- | ------------------- | -------- | ----------------- |
| Ol' Rag Blues         | (UK Singles Chart)    | 8 semaines          | 9e       | 18 septembre 1983 |
| Ol' Rag Blues         | (Single Top 100)      | 7 semaines          | 47e      | 24 octobre 1983   |
| Ol' Rag Blues         | (V) (Ultratop)        | 3 semaines          | 31e      | 1er octobre 1983  |
| Ol' Rag Blues         | (Single Top 100)      | 5 semaines          | 20e      | 8 octobre 1983    |
| Ol' Rag Blues         | (Schweizer Hitparade) | 5 semaines          | 17e      | 13 novembre 1983  |
| A Mess Of Blues       | (UK Singles Chart)    | 6 semaines          | 15e      | 6 novembre 1983   |
| Marguerita Time       | (UK Singles Chart)    | 11 semaines         | 3e       | 8 janvier 1984    |
| Marguerita Time       | (Single Top 100)      | 4 semaines          | 50e      | 27 février 1984   |
| Marguerita Time       | (Single Top 100)      | 3 semaines          | 35e      | 21 janvier 1984   |
| Marguerita Time       | (Schweizer Hitparade) | 5 semaines          | 23e      | 4 mars 1984       |
| Going Dowtown Tonight | (UK Singles Chart)    | 6 semaines          | 20e      | 27 mai 1984       |

Certification
| Single          | Pays        | Certification | Ventes    | Date             |
| --------------- | ----------- | ------------- | --------- | ---------------- |
| Marguerita Time | Royaume-Uni | Argent        | 200 000 + | 1er janvier 1984 |